# Petroscirtes thepassii
Petroscirtes thepassii es una especie de pez de la familia Blenniidae en el orden de los Perciformes.

## Morfología
• Los machos pueden llegar alcanzar los 5,9 cm de longitud total.

## Reproducción
Es ovíparo.

## Hábitat
Es un pez de mar y de clima tropical.

## Distribución geográfica
Se encuentran en las Islas Molucas, Nueva Guinea, las Islas Salomón y Micronesia (República de Palau y Yap.